# Octane-1,8-diol
L'octane-1,8-diol, appelé aussi octaméthylène glycol, est un diol linéaire de formule HO(CH2)8OH. À température et pression normales, l'octane-1,8-diol est un solide blanc cristallin hygroscopique.

## Utilisation
L'octane-1,8-diol est utilisé comme monomère dans la synthèse de quelques polymères, polyesters ou polyuréthanes. Il a des propriétés bactériostatique et bactéricides, ce qui le rend utile comme conservateur. Il est aussi utilisé dans les matériaux de revêtement, les « boues », les papeteries et dans les systèmes de circulation d'eau pour prévenir l'apparition de bactéries et de champignons.
Avec les autres alcools gras, l'octane-1,8-diol est utilisé dans les cosmétiques comme émollient et humectant.